# Chōsenjin Kaidō
La Chōsenjin Kaidō (朝鮮人街道, « route de Corée ») était une route de la province d'Ōmi durant l'époque d'Edo de l'histoire du Japon. Elle doit son nom à la douzaine de fois que les représentants de la dynastie Joseon de Corée empruntèrent la route lors des missions Joseon au Japon. Elle était également appelée la « route Hikone » (彦根道 Hikone-michi), la « route Kyō » (京道 Kyō-michi) et la « route Hachiman » (八幡道 Hachiman-michi).
Elle fut construite à l'origine par Oda Nobunaga pour joindre le château Azuchi-jō à Kyoto. Après la Bataille de Sekigahara, Tokugawa Ieyasu l'emprunta pour aller à Kyoto, aussi la route fut-elle considérée comme une voie favorable. C'était une route secondaire au Nakasendō, reliant Toriimoto-juku au village de Yasu (entre Musa-juku et Moriyama-juku). À 41 km, la route passait deux ou trois stations. Se tenant plus près du lac Biwa, la route traversait les villes de Hikone, Azuchi, Ōmihachiman et Yasu dans la préfecture de Shiga.
Les représentants Jeoson prenaient leur déjeuner à Omihachiman et séjournaient à Hikone. Ils laissaient des traces de leurs séjours tels que des autographes et des portraits aux temples de Omihachiman et Hikone.

## Source de la traduction
- (en) Cet article est partiellement ou en totalité issu de l’article de Wikipédia en anglais intitulé « Chōsenjin Kaidō » (voir la liste des auteurs).

- (ja) Old Roads, Nakasendo and Chosenjin Kaido - Association de tourisme d'Omihachiman.